# 1983 a filmművészetben

## Események
- május 7. – A Cannes-i Nemzetközi Filmfesztivál megnyitása alkalmával felavatják az újonnan épült Palais de festival et de congrès (Kongresszusi és fesztiválpalota) épületét, amely ezután a filmfesztiválnak is helyet ad.
- augusztus 31. – A Velencei Nemzetközi Filmfesztivál addigi elnökét, Carlo Lizanni rendezőt az újságíró Gian Luigi Rondi váltja fel.
- Walter Hill rendező az újonnan kifejlesztett Kodak-negatív 5293-as típusú, különleges fényérzékenységű anyagra készíti el a Lángoló utcák című filmjét. Ez az újítás éjszakai felvételeknél lehetővé teszi a közvetett megvilágítás alkalmazását, amely közvetlenül hat a képek esztétikájára.

## Sikerfilmek
Észak-Amerika
1. Csillagok háborúja VI: A Jedi visszatér (Fox), főszereplő Mark Hamill, Harrison Ford, Carrie Fisher – 475 106 177 dollár
2. Polipka (United Artists), főszereplő Roger Moore, Kabir Bedi, Maud Adams – 183 693 619 dollár
3. Becéző szavak (Paramount), főszereplő Shirley MacLaine, Debra Winger, Jack Nicholson – 164 223 489 dollár
4. Életben maradni (film) (Paramount), főszereplő John Travolta, Cynthia Rhodes, Finola Hughes – 127 592 670 dollár
5. Flashdance (Paramount), főszereplő Jennifer Beals, Michael Nouri, Lilia Skala – 92 921 203 dollár (USA)
6. Szerepcsere (Paramount), főszereplő Dan Aykroyd, Eddie Murhy, Jamie Lee Curtis – 90 404 800 dollár (USA)
7. Cápa 3D (Universal), főszereplő Dennis Quaid, Louis Gossett Jr., Lea Thompson – 87 987 055 dollár
8. Háborús játékok (MGM), főszereplő Matthew Broderick, Dabney Coleman, Ally Sheedy – 79 567 667 dollár (USA)
9. Az igazság útja (Warner), főszereplő Clint Eastwood, Sondra Locke, Pat Hingle – 67 642 693 dollár (USA)
10. A sebhelyesarcú (Universal), főszereplő Al Pacino, Michelle Pfeiffer, Steven Bauer – 65 884 703 dollár

## Magyar filmek
- A csoda vége – rendező Vészi János
- Együttélés – rendező Gyarmathy Lívia
- Elcserélt szerelem – rendező Szalkay Sándor
- Elveszett illúziók – rendező Gazdag Gyula
- Felhőjáték – rendező Maár Gyula
- Gyertek el a névnapomra – rendező Fábri Zoltán
- Hatásvadászok – rendező Szurdi Miklós
- Hosszú vágta – rendező Gábor Pál
- Hófehér – rendező Nepp József
- Jób lázadása – rendező Kabay Barna
- Kutya éji dala – rendező Bódy Gábor
- Könnyű testi sértés – rendező Szomjas György
- Mennyei seregek – rendező Kardos Ferenc
- Mária-nap – rendező Elek Judit
- A másik part – rendező Janisch Attila
- Mérgezett idill – rendező Bonta Zoltán
- A Pronuma bolyok története – rendező Szirtes András
- Reggelire legjobb a puliszka – rendező Vadkerty Tibor
- Reumavalcer – rendező Bohák György
- Szegény Dzsoni és Árnika – rendező Sólyom András
- Szent Kristóf kápolnája – rendező Nemere László
- Szerencsés Dániel – rendező Sándor Pál
- Szeretők – rendező Kovács András
- Tavaszi zápor – rendező Szász János
- Te rongyos élet – rendező Bacsó Péter
- Tündérváros – rendező Bonta Zoltán
- Viadukt – rendező Simó Sándor
- Visszaesők – rendező Kézdi-Kovács Zsolt
- Vérszerződés – rendező Dobray György

## Díjak, fesztiválok
- Oscar-díj (április 11.)
  - Film: Gandhi
  - Rendező: Richard Attenborough – Gandhi
  - Férfi főszereplő – Ben Kingsley
  - Női főszereplő – Meryl Streep – Sophie választása
  - Külföldi film – Találkozás és búcsú – José Luis Garcia
- 8. César-gála (február 27.)
  - Film: La Balance, rendezte Bob Swaim
  - Rendező: Andrzej Wajda, Danton
  - Férfi főszereplő: Philippe Léotard, La Balance
  - Női főszereplő: Nathalie Baye, La Balance
  - Külföldi film: Victor, Victoria, rendezte Blake Edwards
- 36. Cannes-i Nemzetközi Filmfesztivál (május 7–18.)
  - Arany Pálma: Narajama balladája
  - Férfi főszereplő: Gian Maria Volonté
  - Női főszereplő: Hanna Schygulla
  - A zsűri különdíja: Az élet értelme – Terry Jones
- Velencei Nemzetközi Filmfesztivál (augusztus 31. – szeptember 11.)
  - Arany Oroszlán: Keresztneve: Carmen – Jean-Luc Godard
  - Férfi főszereplő: Guy Boyd, David AllanGrier, George Dzundza, Matthew Modine – Streamers
  - Női főszereplő: Darling Legitimus – A fekete házak utcája
  - A zsűri különdíja – Biquefarre – Georges Rouquier
- Berlini Nemzetközi Filmfesztivál (február 18. – március 1.)
  - Arany Medve – Belfast, 1920 – Edvard Bennett
  - Rendező – Éric Rohmer – Pauline a strandon
  - Férfi főszereplő – Bruce Dern – A bajnokság ideje
  - Női főszereplő – Jevgenyija Glusenko – Szerelem receptre
  - A zsűri különdíja – Egy tanév Hakkariban – Erden Kiral
- 1983-as Magyar Filmszemle

## Halálozások
- január 8. – Gale Page színésznő
- január 27. – Louis de Funès színész
- február 1. – Szász Péter forgatókönyvíró
- március 12. – Ráday Imre színész
- március 26. – Tennessee Williams író
- április 4. – Gloria Swanson színésznő
- április 16. – Fifi D’Orsay színésznő
- április 23. – Buster Crabbe színész
- június 12. – Norma Shearer színésznő
- július 28. – Megyery Sári színésznő
- július 29. – Raymond Massey színész, Daniel Massey apja és Anna Massey színésznő apja
- július 29. – David Niven színész
- augusztus 3. – Carolyn Jones színésznő
- augusztus 5. – Judy Canova
- augusztus 29. – Simon Oakland színész
- október 8. – Joan Hackett színésznő
- október 14. – Ranódy László rendező
- október 15. – Pat O’Brien színész
- december 5. – Robert Aldrich rendező
- december 8. – Slim Pickens színész
- december 28. – William Demarest színész

## Filmbemutatók
- A Nos Amours – rendező Maurice Pialat
- A nagy borzongás – rendező Lawrence Kasdan
- A sport bárban - rendező Francesco Massero
- Karácsonyi történet – rendező Bob Clark
- The Crimson Permanent Assurance – rendező Terry Gilliam
- Eddie and the Cruisers – rendező Martin Davidson
- Man of Flowers – rendező Paul Cox
- A kulcs – rendező Tinto Brass
- A gonosz lady – rendező Michael Winner
- Az élet értelme (Monty Python’s The Meaning of Life) – rendező Terry Jones és Terry Gilliam
- The Outsiders – rendező Francis Ford Coppola
- The Right Stuff – rendező Philip Kaufman
- Legyetek jók, ha tudtok – rendező Luigi Magni
- Mickey’s Christmas Carol – rendező Burny Mattinson
- Porky’s II: The Next Day – rendező Bob Clark
- Terms of Endearment – rendező James L. Brooks
- A rózsaszín párduc átka – rendező Blake Edwards
- Sudden Impact – rendező Clint Eastwood
- A holtsáv – rendező David Cronenberg
- The King of Comedy – rendező Martin Scorsese
- Silkwood – rendező Mike Nichols
- Yentl – rendező Barbara Streisand
- Twilight Zone: The Movie – rendező Joe Dante, John Landis, George Miller és Steven Spielberg
- Purple Haze – rendező David Burton Morris, Sundance, a zsűri nagydíja
- Ascendency – rendező Edward Bennett, Arany Medve-nyertes
- The Beehive (La Colmena) – rendező Mario Camus, Arany Medve-nyertes
- First Name: Carmen (Prénom Carmen) – rendező Jean-Luc Godard, Arany Oroszlán-nyertes
- The Ballad of Narayama – rendező Imamura Sóhei, Arany Pálma-nyertes
- Tender Mercies – rendező Bruce Beresford
- Koyaanisqatsi – rendező Godfrey Reggio
- Educating Rita – rendező Lewis Gilbert
- Danton – rendező Andrzej Wajda
- The Night of the Shooting Stars (La Notte di San Lorenzo) – rendező Paolo és Vittorio Taviani
- Zelig – rendező Woody Allen
- The Dresser – rendező Peter Yates
- Reuben, Reuben – rendező Robert Ellis Miller
- Cross Creek – rendező Martin Ritt
- Bad Boys – rendező Rick Rosenthal